# Залльгаст
Залльгаст (нем. Sallgast) — община в Германии, в земле Бранденбург.
Входит в состав района Эльба-Эльстер. Подчиняется управлению Клайне Эльстер (Нидерлаузиц).  Население составляет 1630 человек (на 31 декабря 2010 года). Занимает площадь 41,90 км².
Коммуна подразделяется на 9 сельских округов.
| Год  | Население |
| ---- | --------- |
| 2005 | 1802      |
| 2010 | 1669      |